# ガストン・ド・ロレーヌ
ガストン・ジャン＝バティスト・シャルル・ド・ロレーヌ（Gaston Jean-Baptiste Charles de Lorraine, comte de Marsan, 1721年2月7日 パリ - 1743年5月2日 ストラスブール）は、ブルボン朝時代フランスの大貴族家門ギーズ家の一員。マルサン伯。

## 生涯
ポン公シャルル＝ルイと陸軍元帥アントワーヌ・ガストン・ド・ロクロール公爵の娘エリザベートの間の長男。1736年6月4日、15歳の時に、オテル・ド・マイエンヌ（hôtel de Mayenne）にてスービーズ公シャルル・ド・ロアンの妹マリー＝ルイーズと結婚。婚礼の司式は妻の大叔父スービーズ枢機卿が務めた。1735年に一族の所有するマルサン連隊の連隊長となり、翌1736年に父の副官として遠征軍に従軍した。1743年フランス軍の旅団長に昇任したが、その3か月後に滞在先のストラスブールで天然痘に罹患、22歳で急死した。遺骸はストラスブール大聖堂に埋葬された。

## 引用・脚注
1. ↑  de La Chesnaye-Desbois, Badier, Francois Alexandre Aubert (1774). Dictionnaire de la noblesse 2010年7月21日閲覧。
2. 1 2 3   Branche des comtes d'Harcourt sortie des ducs d'Elbeuf 2010年5月4日閲覧。